# Novomoskovsk (Rússia)
Novomoskovsk é uma cidade da Rússia, no Oblast de Tula. A nascente do rio Don é localizada na cidade.